# Georgios Dervisis
Georgios „Giorgos“ Dervisis (griechisch Γιώργος Δερβίσης, * 30. Oktober 1994 in Athen) ist ein griechischer Wasserballspieler. Er war 2021 Olympiazweiter, bei Weltmeisterschaften erhielt er eine Silbermedaille und zwei Bronzemedaillen.

## Sportliche Karriere
Der 1,95 Meter große Georgios Dervisis erspielte mit der griechischen Juniorenauswahl die Bronzemedaille bei den Juniorenweltmeisterschaften 2011. Seine erste Medaille im Erwachsenenbereich gewann Dervisis mit der Nationalmannschaft bei der Weltmeisterschaft 2015 in Kasan. In der Vorrunde führten die Griechen ihre Vorrundengruppe mit drei Siegen an. Ab dem Viertelfinale mussten die Griechen jeweils in die Verlängerung und danach ins Penaltyschießen. Im Spiel um den dritten Platz gegen Italien verwandelten vier Griechen ihren Penalty und die griechischen Spieler erhielten die Bronzemedaille. 2016 bei den Olympischen Spielen in Rio de Janeiro belegten die Griechen in der Vorrunde den zweiten Platz hinter den Ungarn und verloren im Viertelfinale gegen die Italiener. In den Platzierungsspielen erreichten die Griechen den sechsten Platz. Dervisis erzielte im Turnierverlauf drei Tore.
2017 bei der Weltmeisterschaft in Budapest erreichten die Griechen in der Vorrunde den zweiten Platz hinter der Mannschaft Serbiens. Nach einem Sieg über Montenegro verloren die Griechen im Halbfinale gegen Ungarn. Im Spiel um den dritten Platz trafen sie wieder auf Serbien und unterlagen mit 8:11. 2018 erreichten die Griechen bei den Mittelmeerspielen den zweiten Platz hinter den Serben. Kurz darauf bei der Europameisterschaft in Barcelona belegten die Griechen den fünften Platz, nachdem sie im Viertelfinale gegen Spanien verloren hatten. Dervisis erzielte im Turnierverlauf acht Tore. 2019 belegten die Griechen den siebten Platz bei der Weltmeisterschaft in Gwangju. Bei den 2021 ausgetragenen Olympischen Spielen in Tokio gewannen die Griechen ihre Vorrundengruppe vor den Italienern. Im Viertelfinale bezwangen sie die Mannschaft Montenegros und im Halbfinale die Ungarn. Im Finale siegten die Serben mit 13:10. Dervisis, der diesmal hauptsächlich Deckungsaufgaben übernahm, warf insgesamt zwei Tore. Die Griechen gewannen die erste olympische Wasserball-Medaille bei den Männern überhaupt, nachdem 2004 in Athen die Damen Silber gewonnen hatten.
2022 bei der Weltmeisterschaft in Budapest unterlag die griechische Mannschaft im Halbfinale den Italienern. Das Spiel um den dritten Platz gewannen die Griechen mit 9:7 gegen Kroatien. Bei der Europameisterschaft 2022 in Split verloren die Griechen im Viertelfinale gegen die Spanier und belegten nach der Platzierungsrunde den fünften Platz. Im Jahr darauf bei der Weltmeisterschaft in Fukuoka besiegten die Griechen im Viertelfinale Montenegro mit 10:9 und im Halbfinale die Serben mit 13:7. Das Endspiel gegen Ungarn benötigte ein Penaltyschießen, bis die Ungarn als Weltmeister feststanden.
Auf Vereinsebene spielte Dervisis meist beim griechischen Serienmeister Olympiakos SFP.